# 나카무라 시도 (2대)
제2대 나카무라 시도(일본어: 二代目 中村 獅童, 1972년 9월 14일 ~ )는 일본의 가부키 배우, 영화배우, 성우다. 본명은 오가와 미키히로(일본어: 小川 幹弘)로 가부키의 명문으로 알려진 오가와가에서 태어나 니혼 대학 예술학부를 졸업했고, 이후에는 그의 아버지인 오가와 미치오(일본어: 小川 三喜雄)로부터 가부키 배우라는 직업과 가부키 배우로서의 예명인 나카무라 시도를 함께 물려받았다. 2005년 다케우치 유코와 결혼했다가 3년만에 이혼했다. 2015년 일반인과 재혼했다. 슬하에 2남이 있다.

## 주요 출연작
| 년도   | 제목                                       | 배역                               | 비고        |
| ------ | ------------------------------------------ | ---------------------------------- | ----------- |
| 2023년 | 쿠비                                       | 나니와 모스케                      |             |
| 2023년 | 괴물 나무꾼                                |                                    |             |
| 2023년 | 임금님전대 킹오저                          | 라이니올 하스티,코사스 하스티      |             |
| 2018년 | 고독한 늑대의 피                           | 타카사카 타카후미                  |             |
| 2016년 | 데스노트: 더 뉴 월드                       | 류크                               | 목소리 출연 |
| 2015년 | 터미널                                     | 오시다 이치류                      |             |
| 2008년 | 적벽대전2: 최후의 결전                     | 감녕                               |             |
| 2008년 | 데스노트: L 새로운 시작                    | 류크                               | 목소리 출연 |
| 2007년 | 게게게 노 키타로 (일본어: ゲゲゲの鬼太郎)  | 대텐구재판장(일본어: 大天狗裁判長) | 까메오      |
| 2007년 | 차차 천애의 여자 (일본어: 茶々 天涯の貴妃) | 도쿠가와 이에야스                  |             |
| 2006년 | 데스노트 / 데스노트: 라스트 네임           | 류크                               | 목소리 출연 |
| 2006년 | 이오지마에서 온 편지                       | 이토 해군 대위                     |             |
| 2005년 | 남자들의 야마토                            | 우치다 마모루                      |             |
| 2004년 | 지금, 만나러 갑니다                        | 아이오 타쿠미                      |             |

## 드라마
2006년
- 데스노트(류크)

2015년
- 스즈키 코지 리얼호러

2016년
- 토토 텔레비전(아츠미 키요시)

## TV애니메이션
2016년
- 토토 텔레비전

## 극장판
1998년
- 포켓몬스터 극장판(제로)

2005년
- 폭풍우 치는 밤에(가브)

2010년
- 꿀벌 하치의 대모험(카마키치)

2011년
- 귀신전(겐운)

## 게임
- 용과 같이 3:미네 요시타카
- 용과 같이 유신!:히지카타 토시조

## 기타
- 무인 곽원갑 - 안도 다나카